# هوانغ هونغ بين
هوانغ هونغ بين (بالصينية: 黄红玭) مواليد 23 أبريل 1989، هي لاعبة كرة سلة صينية. تلعب مع شانشي فليم في الدوري الصيني لكرة السلة للسيدات كلاعب وسط. يبلغ طولها 6 قدم 5 بوصة (2.0 م). مثلت منتخب بلادها. شاركت في دورة الألعاب الأولمبية الصيفية سنة 2016.

## سجل المنافسة
شاركت في المنافسات التالية:
- الألعاب الأولمبية الصيفية 2016
- كأس العالم لكرة السلة للسيدات 2014

## روابط خارجية
- هوانغ هونغ بين على موقع الاتحاد الدولي لكرة السلة (الإنجليزية)
- هوانغ هونغ بين على موقع كرة السلة الأوروبية.كوم (الإنجليزية)
- هوانغ هونغ بين على موقع سبورتس رفرنس (الإنجليزية)
- هوانغ هونغ بين على موقع اللجنة الأولمبية الدولية (الإنجليزية)
- هوانغ هونغ بين على موقع أوليمبيديا (الإنجليزية)
- هوانغ هونغ بين على موقع اللجنة الأولمبية الصينية (الإنجليزية)